# 鈮質電容器

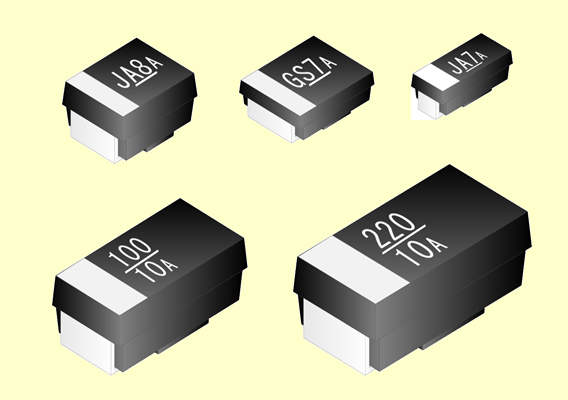
表面貼片的鈮質電容器

鈮質電容器（niobium electrolytic capacitor）是有極性的电容器，其陽極(+)是鈍化的铌金屬或是一氧化鈮，上有絕緣的五氧化二铌作為鈮質電容器的介電質。在氧化層的表面有一層固態的电解质，是電容器的陰極(-)。
鈮質電容器是被動電子元件，屬於电解电容。
鈮質電容器可以作成SMT的晶片型電容，在特定的電壓及電容等級上可以和鉭質電容器競爭。市售的鈮質電容器，其电解质是固態的二氧化锰。 
鈮質電容器是有極性的元件，因此只能工作在正確極性的直流電下。若直流電極性相反，或是其漣波電流大於規格，都會造成介電質的損壞，進而讓電容器損壞。介電質的損壞可能會有災難性的結果。廠家為了讓鈮質電容器可以安全運作，會在電路設計上有特殊的規範。
鈮質電容是美國及苏联在1960年代所開發的。自2002年起已在西方商業販售，其價格較鉭質電容器便宜，又比鉭質電容器要容易取得。

## 基本資訊
鈮的物理性質和化學性質和鉭很接近。二者有類似的熔點。製作鈮介電質電容器的材料及製程在本質上都和鉭介電質電容器相同。不過鈮在自然界中的豐度比鉭要高，價格也比較價宜。鈮介電質電容器和鉭介電質電容器在特性上大致相同。
鈮介電質電容器可以用高純度的鈮作為陽極，但許多的氧會從介電質（Nb2O5）擴散到陽極，造成漏電流不穩定，甚至造成電容失效。有二種方式可以減少氧的擴散，並且提昇漏電容穩定性，一個是在金屬鈮粉末中摻雜氮，用以生成的钝化氮化鈮（NbN）作陰極材料，或是用一氧化铌（NbO）作為陽極材料。一氧化铌是有高電傳導性的硬質的陶瓷材料。氧化铌粉末可以製備成類似鉭粉末的結構，並且用相同方式加工，製作電容。也可以用陽極氧化來進行氧化（陽極處理，成型）以生成絕緣的介電質。因此在市場上有二種鈮介電質電容器，用陽極處理後鈮金屬的陽極，或是用一氧化铌的陽極。二者的介電質都是五氧化二铌（Nb2O5）。

## 文獻
- R. P. Deshpande, Capacitors: Technology and Trends, ISBN 1259007316  （页面存档备份，存于）
- D. Bach, Dissertation, 05.06.2009, Universität Karlsruhe (TH),  EELS investigations of stoichiometric niobium oxides and niobium-based capacitors  （页面存档备份，存于）
- Ch. Schnitter: The taming of niobium. In: Bayer research, Bayer AG, 2004 (Version vom 11. February 2007 im 互联网档案馆),
- Niobium Powder for Electrolytic Capacitor, JFE TECHNICAL REPORT No. 6 (Oct. 2005) PDF （页面存档备份，存于）
- Introduction to capacitors  （页面存档备份，存于）